# Далекозахідний регіон (Непал)

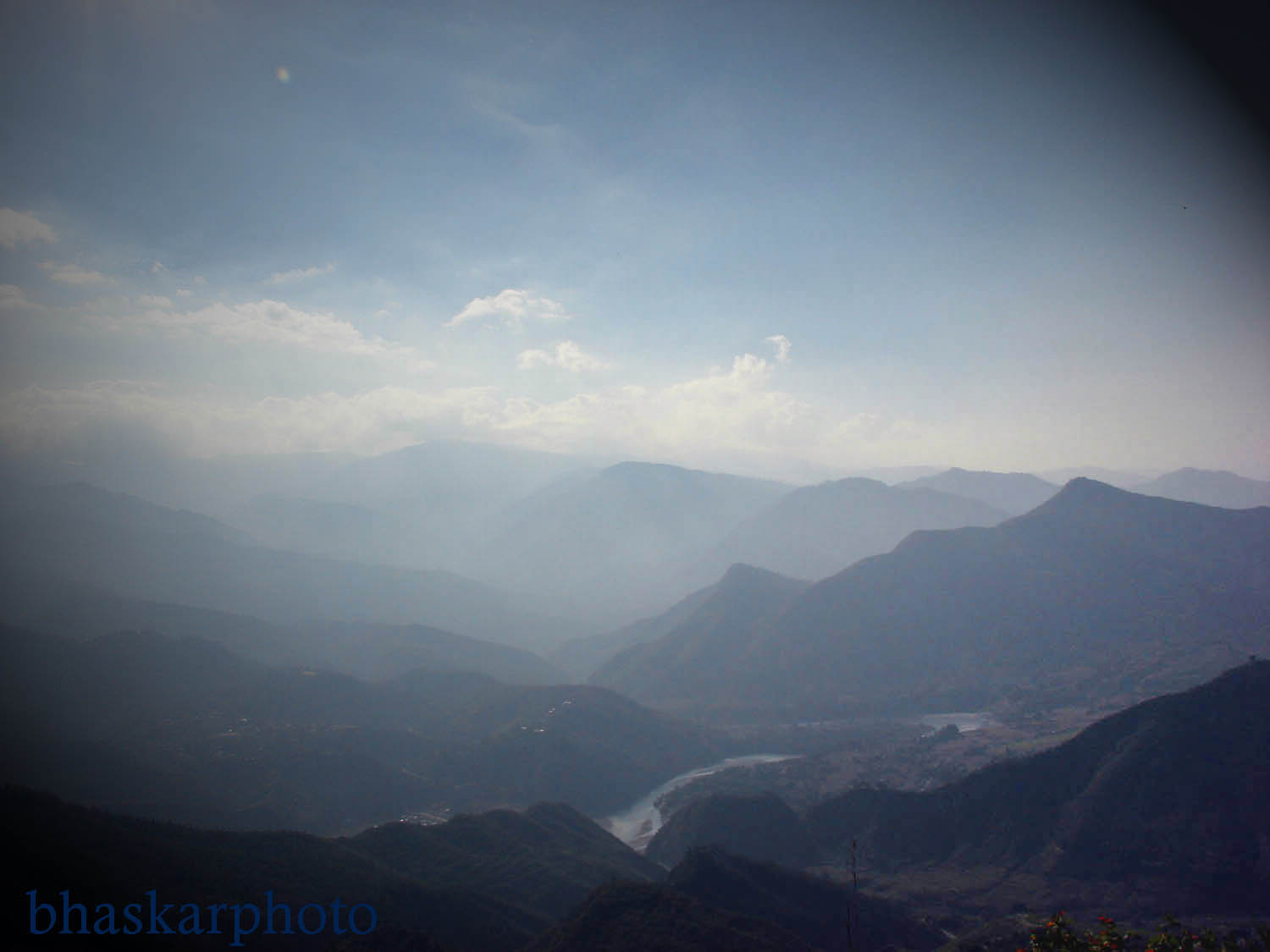
Вид на річку Сетхі.

Далекозахідний регіон (неп. सुदुर पश्चिमाञ्चल विकास क्षेत्र) — колишній регіон Непалу. Був розташований на крайньому заході країни з центром у Діпаял-Сілгадхі.
Включав дві зони: Махакалі і Сетхі

## Географія
Регіон межував із Середньозахідним регіоном Непалу на сході, індійським штатом Уттар-Прадеш на півдні, індійським штатом Уттаракханд на заході і Тибетським автономним районом КНР на півночі.
Далекозахідний регіон був найменшим за площею серед регіонів Непалу — 19539 км², а також за чисельністю населення — 2552517 чоловік. Щільність населення регіону — 131 чол. / км², що було 4-м показником серед регіонів країни.